# Призраци
„Призраци“ (на английски: Phantom) е десетата книга от епичната фентъзи поредица на американския писател Тери Гудкайнд „Мечът на истината“.

## Издания
Романът е издаден през 2006 г. от американското издателство Tor Fantasy. След хитовите продажби на другите книги от поредицата „Мечът на истината“, Tor продава 500 000 копия от първия му тираж. Авторът предварително подписва 10 000 копия от книгата преди издаването ѝ. През същата година е издаден от българското издателство „Прозорец“ в превод на Невена Кръстева.

## Сюжет
Внимание:  Текстът по-долу разкрива сюжета на произведението (или части от него)!
Историята продължава от края на предходния роман „Лавинен огън“, с мисията на Ричард да открие съпругата си Калан и да я освободи от магията „Лавинен огън“. Калан пътува със Сестрите на мрака – Улисия, Сесилия и Армина – в опит да настигнат четвъртата сестра, Тови. Без да знаят, Тови вече е мъртва – намушкана от Самюъл и изоставена да умре, след като е разпитана от Ничи. 
По пътя си Сестрите спират в кръчмата „Белият кон“, където съдържателят разпознава Калан и я назовава по име – нещо невъзможно според магията „Лавинен огън“, която трябва да е изтрила всякакви спомени за нея. В отговор, Сестрите убиват мъжа и семейството му, след което продължават към Каска, където вярват, че се намира Тови.
В Магьосническата крепост Ричард усеща мощна магия и открива Зед, Ан и Нейтън, заедно с Ничи, която е попаднала под влиянието на заклинанието „верификационна мрежа“. Целта му е да анализира „Лавинен огън“. Ричард осъзнава, че заклинанието е покварено от присъствието на трите камбанки – Рийчани, Сентрози и Вази – които са нарушили баланса на магията. Въпреки съпротивата на останалите, той успява да деактивира мрежата и спасява Ничи. 
Преди Ничи да успее да съобщи за покварата, звяр, създаден от Джаганг, нахлува в стаята. За да го прогони, Ничи се връща във формата на заклинание, за да черпи от силата между живота и смъртта. Отказвайки в действителност да осигури магията за заклинанието, силата на живота и силата на подземния свят се обединяват и поразяват звяра, прогонвайки го за известно време. Ричард я спасява от заклинанието за втори път.
Шота пристига в крепостта с Джебра, за да убеди Ричард, че трябва да се съсредоточи върху спасението на света, а не само върху Калан. Тя му показва видение на ужаса, сполетял народа на Ебисиния, и му разкрива, че Самюъл е бил под контрола на вещицата Сикс. В това видение Ричард вижда Калан, която моли за живота му, и двамата си признават любовта. След кратка конфронтация с Ничи, Ричард осъзнава, че Шота е права –  съдбата на света е по-важна от един живот.
Шота му дава предсказание, получено от потока на времето: Първият магьосник Баракус е посетил Храма на ветровете, за да гарантира, че някой с Екстрактивната страна на дара ще се роди отново. Преди да се самоубие, той оставя специална книга за Ричард. Шота намеква, че майка му не е единствената жертва на пожара, който я е убил.
След тези събития Ричард осъзнава, че е бил прав през цялото време, когато по-рано е заявявал, че е невъзможно да се бие с ордите на силите на Имперския орден в една голяма последна битка. Ричард, Ничи и Кара пътуват със Слиф до армията в Д'Хара. Там той предлага нова стратегия: вместо една голяма битка, армията да се раздели на малки части и да води партизанска война срещу Имперския орден. Целта е да се превърнат в „легион призраци“, носещи смърт и разрушение в Стария свят. Той нарежда да се убиват противниците, да се изгарят реколтите и да се наказват проповедниците на Ордена. Неговите войски унищожават цели гарнизони, нанизвайки главите им на колове, одират живи бюрократи на империята и ги нанизват на колове, следвайки стратегията на война с мор и сеч, за да уморят от глад мъжете, жените и децата на империята.
Трите Сестри на мрака и Калан следват следите на Сестра Тови до Каска, където са изненадани да открият, че ги очаква не самата Тови (която е мъртва от края на предишната книга), а Джаганг. Джаганг за пореден път доказва, че е майстор стратег, като разкрива, че никога не е напускал съзнанието им и че, подмамвайки ги да вярват, че фалшивата им връзка с Ричард работи, е научил много от тяхното приключение. Той залавя Калан, като успява да я види, защото е бил свързан с Тъмната сестра, когато са извършили заклинанието „Лавинен огън“ върху Калан и следователно не е бил засегнат от него. 
Междувременно, докато пътува обратно към Магьосническата крепост през Слиф, Ричард е нападнат от звяра на Джаганг и магията, призована от по-рано смятаната за мъртва принцеса Вайълет (сега кралица по нареждане на Сикс), което го отделя от силата му. Слиф взема спешни мерки, внушени ѝ преди хиляди години от Първия магьосник Баракус, и премества Ричард към портал за аварийно бягство някъде в дивата природа, близо до земята на Нощните мълнии. Ричард трябва да премине през изпитание, оставено от Баракус за него, преди Слиф да му каже защо трябва да види Нощните мълнии. След кратко посещение в земята на Нощните мълнии, за да си върне тайна книга („Тайните на силата на Военния магьосник“), оставена от Военния магьосник Баракус (който е оставил облеклото и рубинения медальон), Ричард е заловен от Шест и отведен в Тамаранг. Там той скрива книгата в стаята, в която е бил измъчван по време на „Първото правило на магьосника“, решавайки, че независимо какво ще му се случи, не може да позволи на никого да намери книгата, която Баракус е криел в продължение на 3000 години за него. Докато е отвеждан при Вайълет, Ричард се опитва да избяга, убивайки десетки войници от Имперския орден. Командирът е впечатлен от уменията му и отвежда Ричард като пленник, за да стане играч на Джа'Ла дх Джин (Игра на живота) в отбора на своята дивизия.
Дивизия от Императорския орден се присъединява към основните сили, които сега обсаждат Народния дворец. Ричард зърва Калан, докато е отвеждан в лагера, и съживява волята ѝ да продължи да се бори и да помни миналото си. Обратно в Магьосническата крепост, докато обсъждат желанието на Ричард да спаси Калан, Зед заявява, че въпреки стараянита на Ричард Калан е все едно е мъртва. Заклинанието „Лавинен огън“, наложено върху нея, унищожава спомените, а не просто ги закрива или погребва; Калан никога повече няма да си спомни за нито един от тях, вкл. и Ричард. Ничи получава откровение за важните пророчества, че Ричард трябва да ги води в последната битка и използва една от Кутиите на Ордена от името на Ричард, така че не само Сестрите на мрака да имат превъзходство по този въпрос.
Книгата завършва с няколко основни драматични обрата: Ричард е пленник в главния лагер на Императорския орден, без меча и дара си; Калан е пленница на Джаганг с Рада'хан; Кутиите на Орден са в игра от Ничи; има проблем с Верижния огън и с магията; Императорският орден бавно си проправя път към централната крепост на силите на Д'Харан: Народния дворец, както и силите на Д'Харан изглежда са способни да прекъснат снабдителните линии на Императорския орден точно когато започва зимата.
Десетото правило на магьосника, разкрито в романа, е
| „ | Да извръщаш съзнателно глава от истината е предателство. | “ |

В романа това е обяснено по следния начин:
| „ | Хората, които по някаква причина не искат да видят истината, могат да бъдат остро враждебни към нея и пронизително да я отричат. Те често насочват отровния си антагонизъм към всеки, който се осмели да посочи тази истина... За тези, които търсят истината, е въпрос на прост, рационален, личен интерес винаги да имат предвид реалността. В края на краищата, истината е вкоренена в реалността, а не във въображението. | “ |